# Skip Manning
Skip Manning, född 23 april 1945 i Bogalusa i Louisiana, är en amerikansk före detta racerförare. Han korades till Nascar Rookie of the Year 1976.
Manning gjorde Nascar-debut 30 år gammal och tävlade i Winston Cup Series (nuvarande Nascar Cup Series) 1975-1979. Manning tog under sin karriär i cup-serien två topp-fem-placeringar och 16 topp-tio-placeringar på 79 starter.

## Utmärkelser
- 1976 - Nascar Rookie of the Year.[2]

## Resultat
| År      | Starter | Vinster | Top-5 | Top-10 | Pole | Varv | Prispengar ($) | Placering | Poäng |
| ------- | ------- | ------- | ----- | ------ | ---- | ---- | -------------- | --------- | ----- |
| 1975    | 5       | 0       | 0     | 0      | 0    | 0    | 9 705          | 61        | 297   |
| 1976    | 27      | 0       | 0     | 4      | 0    | 0    | 61 536         | 18        | 2931  |
| 1977    | 28      | 0       | 1     | 8      | 0    | 13   | 111 317        | 14        | 3120  |
| 1978    | 17      | 0       | 1     | 4      | 0    | 0    | 55 470         | 29        | 1802  |
| 1979    | 2       | 0       | 0     | 0      | 0    | 0    | 5 880          | 90        | 116   |
|         |         |         |       |        |      |      |                |           |       |
| Totalt  | 79      | 2       | 16    | 0      | 0    | 13   | 243 908        |           |       |
| Källor: |         |         |       |        |      |      |                |           |       |